# Велке Лосини
Велке Лосини (чеш. Velké Losiny) је насељено место са административним статусом сеоске општине (чеш. obec) у округу Шумперк, у Оломоуцком крају, Чешка Република. 

## Географија
Налази се 9 км североисточно од града Шумперка у источном делу Чешке Републике. Површина насеља је 46,5 km². Велку Лосину чине засеоци Велке Лосини, Буковице, Маршиков, Жарова и Лудвиков.
Кроз насеље пролази пут који повезује Шумперк, преко Црвеногорског седла, са Јесеничком регијом и Пољском.

## Становништво
Према подацима о броју становника из 2014. године насеље је имало 2.668 становника.